# انگور تاجگذاری
انگور تاج گذاری (به انگلیسی: Coronation grapes) یک نوعِ پیوندی از انگور رومیزی است که در کانادا توسعه یافته‌است. این انگور در سراسر کانادا محبوب بوده و در مدت کوتاهی در اواخر تابستان و اوایل پاییز در دسترس می‌باشد. انگور تاجگذاری با رنگ آبی تیره-بنفش خود، شبیه به انگور کونکورد است. مرکز تحقیقات کشاورزی و غذایی اقیانوس آرام کانادا در سامرلند، بریتیش کلمبیا انگور تاجگذاری را در دهه ۱۹۷۰ توسعه داد. این پروژه توسط لیال دنبی به عنوان بخشی از برنامه اصلاح نباتات ایجاد شد. انگور تاجگذاری ترکیبی از دو گونه آمریکای شمالی، پاتریشیای سیاه (با شاهدخت پاتریشیا اشتباه گرفته نشود) و هیمرود است.

## پرورش
انگور تاجگذاری نوعی نسبتاً مقاوم از انگور است و در آب و هوای نسبتاً خنک عمل می‌آید.
این انگورها در اواخر اوت می‌رسند، در نتیجه زودتر از انواع سنتی دیگر در دسترس هستند. فراوانی آن از اواخر اوت تا اوایل سپتامبر در انتاریو و اوایل سپتامبر تا اوایل اکتبر در بریتیش کلمبیا متغیر است.
در سال ۲۰۰۷، ۲٫۲ میلیون کیلوگرم انگور تاج گذاری در انتاریو تولید شد. علیرغم اینکه در سال ۲۰۰۰ فقط در مناطق نیاگارا کشت می‌شد، در سال ۲۰۰۸ بیشترین کشت انگور تاجگذاری در منطقه انتاریو صورت می‌گرفت.

## طعم و استفاده
طعم انگور تاج گذاری به طرق مختلف به عنوان طعم ترشی که در دهان می‌ترکد، پیچیده و بسیار شیرین، طعم شیرین ملایم، متمایز و طعم عجیب و غریب توصیف شده‌است.
این انگور را می‌توان به صورت تازه یا در کنسروهای میوه، سس‌ها و دسرها استفاده کرد. انگورهای خام را می‌توان در یخچال تا ده روز نگهداری یا بدون از دست دادن رنگ و طعم، آنها را منجمد کرد.